# The Biltmore Mayfair, LXR Hotels & Resorts
The Biltmore Mayfair, LXR Hotels & Resorts est un hôtel de luxe 5 étoiles situé dans le quartier de Mayfair à Londres. Il est actuellement fermé pour rénovation et rouvrira au printemps 2019.

## Emplacement
L'hôtel est situé au 44 Grosvenor Square, près de l'ancienne ambassade des États-Unis à Londres  qui se trouvait sur la même place au numéro 1. Il est proche de Buckingham Palace et du grand magasin Selfridge's. Il comprend 250 chambres et 57 suites.

## Histoire
Le bâtiment a été conçu par l'architecte Richard Seifert, et refait comme hôtel Britannia par la chaîne Grand Metropolitan Hotels en 1967. Il présente une façade classique en briques rouges faisant face à Grosvenor Square et une façade moderne en béton, en brique et en verre faisant face à l'entrée principale, sur Adam's Row. Cet hôtel a été rebaptisé Britannia Inter-Continental London en 1981, lorsque Grand Metropolitan a acquis les hôtels Inter-Continental. Les hôtels Millennium & Copthorne en ont fait l’acquisition le 7 octobre 1996 et l’ont renommé Millennium Britannia Hotel. Il a été rénové en 2000 et renommé Millennium Hotel London Mayfair. 
Le Pine Bar de l'hôtel a été le site de l'empoisonnement d'Alexandre Litvinenko en 2006.  
L'hôtel a été rénové à partir de novembre 2017. Il a fermé ses portes en juillet 2018 et rouvrira ses portes au printemps 2019 sous le nom de The Biltmore Mayfair, LXR Hotels & Resorts, exploité par la division de luxe LXR Hotels & Resorts de Hilton Hotels.